# DHB-Pokal der Frauen 2011/12
Die Handballspiele um den DHB-Pokal 2011/12 der Frauen begannen am 3. September 2011 und endeten mit dem Final Four am 28./29. April 2012. Der VfL Oldenburg gewann zum insgesamt dritten Mal den DHB-Pokal.

## Hauptrunden

### 1. Runde
Die Auslosung der 1. Runde fand am 1. Juli 2011 statt.
In der 1. Runde nahmen keine Mannschaften aus der 1. Handball-Bundesliga teil.

#### Nord
Die Spiele der 1. Runde Nord fanden am 3./4. September 2011 statt. Der Gewinner jeder Partie zog in die 2. Runde des DHB-Pokals 2012 ein.
| Heimmannschaft    | Liga | Endergebnis       | Liga | Gastmannschaft        | Datum & Zeit            |
| ----------------- | ---- | ----------------- | ---- | --------------------- | ----------------------- |
| SC Greven 09      | 2L   | 33 : 25 (18 : 09) | 2L   | TSV Nord Harrislee    | 03.09.11, Sa. 18:00 Uhr |
| VfL Stade II      | OL   | 26 : 24 (14 : 11) | 3L   | SV Grün-Weiß Schwerin | 03.09.11, Sa. 18:00 Uhr |
| Werder Bremen     | 3L   | 30 : 31 (17 : 14) | 3L   | TV Oyten              | 03.09.11, Sa. 18:30 Uhr |
| Vorwärts Nordhorn | 5L   | 20 : 50 (06 : 25) | 2L   | TSV Travemünde        | 04.09.11, So. 16:00 Uhr |

Die TSG Wismar, die SGH Rosengarten, der TSV Owschlag, die HSG Heidmark, der Ahrensburger TSV sowie der TSV Hahlen kamen durch Freilose eine Runde weiter.

#### Ost
Die Spiele der 1. Runde Ost fanden am 3./4. September 2011 statt. Der Gewinner jeder Partie zog in die 2. Runde des DHB-Pokals 2012 ein.
| Heimmannschaft       | Liga | Endergebnis       | Liga | Gastmannschaft          | Datum & Zeit            |
| -------------------- | ---- | ----------------- | ---- | ----------------------- | ----------------------- |
| HCS Neustadt-Sebnitz | 3L   | 22 : 32 (13 : 15) | 2L   | BSV Sachsen Zwickau     | 03.09.11, Sa. 16:00 Uhr |
| BVB Füchse Berlin    | 3L   | 33 : 30 (13 : 16) | 2L   | SV Union Halle-Neustadt | 03.09.11, Sa. 18:00 Uhr |
| TSV Burgdorf         | 3L   |                   | 6L   | SC Riesa                | 04.09.11, So. 00:00 Uhr |
| SHV Oschatz          | 3L   | 27 : 24 (12 : 12) | OL   | HC Salzland 06          | 04.09.11, So. 16:00 Uhr |

- Der HSC Magdeburg, MTV Altlandsberg, VfL Wolfsburg, Thüringer HC II, HSG Lachte/L., HSC Magdeburg II waren eine Runde weiter durch ein Freilos.

#### West
Die Spiele der 1. Runde West fanden am 3./4. September 2011 statt. Der Gewinner jeder Partie zog in die 2. Runde des DHB-Pokals 2012 ein.
| Heimmannschaft       | Liga | Endergebnis       | Liga | Gastmannschaft       | Datum & Zeit            |
| -------------------- | ---- | ----------------- | ---- | -------------------- | ----------------------- |
| TuS 09 Drolshagen    | 5L   | 17 : 18 (04 : 07) | 5L   | FSG Idstein/Dotzheim | 03.09.11, Sa. 18:00 Uhr |
| SG Ollheim/Straßfeld | OL   | 24 : 39 (10 : 18) | 2L   | Borussia Dortmund    | 03.09.11, Sa. 19:00 Uhr |
| SC Fortuna Köln      | OL   | 32 : 33 (-- : --) | 3L   | TuS Lintfort         | 03.09.11, Sa. 19:30 Uhr |
| SG Überruhr          | OL   | 18 : 37 (08 : 19) | 3L   | 1. FSV Mainz 05      | 04.09.11, So. 15:30 Uhr |

- Der TuS Weibern, HSG Menden-Lendr., HSE Hamm, TV Altenhaßlau, TSV Eintr. Böddiger, TV 05 Mainzlar waren eine Runde weiter durch ein Freilos.

#### Süd
Die Spiele der 1. Runde Süd fanden am 2./3./4. September 2011 statt. Der Gewinner jeder Partie zog in die 2. Runde des DHB-Pokals 2012 ein.
| Heimmannschaft           | Liga | Endergebnis       | Liga | Gastmannschaft         | Datum & Zeit            |
| ------------------------ | ---- | ----------------- | ---- | ---------------------- | ----------------------- |
| TuS Metzingen            | 2L   | 41 : 12 (21 : 05) | 3L   | HSG Albstadt           | 02.09.11, Sa. 20:00 Uhr |
| DJK St.Michael Marpingen | OL   | 25 : 33 (13 : 13) | 5L   | SG Albersweiler/H./R.  | 03.09.11, Sa. 19:00 Uhr |
| TV Nellingen             | 2L   | 38 : 30 (15 : 12) | 3L   | SV Allensbach          | 03.09.11, Sa. 19:30 Uhr |
| TSV Ismaning             | OL   | 19 : 28 (08 : 12) | 2L   | HSG Bensheim/Auersbach | 04.09.11, So. 16:00 Uhr |

- Der SG BBM Bietigheim, TSG Ketsch, RL Bascharage, TS Ottersweier, Neckarsulmer SU, HaSpo Bayreuth waren eine Runde weiter durch ein Freilos.

### 2. Runde
Die Auslosung der 2. Runde fand am 6. September 2011 statt.
In der 2. Runde nahmen keine Mannschaften aus der 1. Handball-Bundesliga teil.
Die Ligen der Teams entsprachen der Saison 2011/12.
Für die 2. Runde waren folgende Mannschaften qualifiziert:
| 2. Bundesliga | 3. Liga | Oberliga | 5. Ligen |
| - SG Handball Rosengarten - SG Bietigheim-Metterzimmern - MTV 1860 Altlandsberg - TV Nellingen - HSG Bensheim/Auerbach - TSV Travemünde - TuS Metzingen - VfL Wolfsburg - TuS Weibern - SC Greven 09 - BSV Sachsen Zwickau - Borussia Dortmund - TSG Wismar - TSG Ketsch | Nord - TV Oyten - BVB Füchse Berlin - TSV Owschlag Ost - HSC 2000 Magdeburg - Thüringer HC II - TSV Burgdorf - SHV Oschatz West - RL Bascharage - TuS Lintfort Süd - 1. FSV Mainz 05 | Nordsee - VfL Stade II Hamburg/Schleswig-Holstein - Ahrensburger TSV Niedersachsen - HSG Heidmark Westfalen - TSV Hahlen - HSG Menden-Lendringsen - HSE Hamm Hessen - TV Altenhaßlau - TSV Eintracht Böddiger Baden-Württemberg - TS Ottersweier - Neckarsulmer SU Bayern - HaSpo Bayreuth | Verbandsliga Niedersachsen - HSG Lachte/Lutter Sachsen-Anhaltliga - HSC Magdeburg II Landesliga Mitte Hessen - TV Mainzlar - FSG Idstein/Dotzheim Pfalzliga - SG Albersweiler/H./R. |

#### Nord
Die Spiele der 2. Runde Nord fanden am 28./29. Oktober 2011 statt. Der Gewinner jeder Partie zog in die 3. Runde des DHB-Pokals 2012 ein.
| Heimmannschaft   | Liga | Endergebnis       | Liga | Gastmannschaft          | Datum & Zeit            |
| ---------------- | ---- | ----------------- | ---- | ----------------------- | ----------------------- |
| TSV Hahlen       | OL   | 19 : 32 (08 : 16) | 2L   | SC Greven 09            | 28.10.11, Fr. 19:30 Uhr |
| TV Oyten         | 3L   | 30 : 40 (14 : 18) | 2L   | SG Handball Rosengarten | 29.10.11, Sa. 17:00 Uhr |
| Ahrensburger TSV | OL   | 24 : 38 (12 : 21) | 2L   | TSV Travemünde          | 29.10.11, Sa. 17:00 Uhr |
| VfL Stade II     | OL   | 27 : 31 (15 : 18) | OL   | HSG Heidmark            | 29.10.11, Sa. 18:00 Uhr |
| TSV Owschlag     | 3L   | 29 : 25 (15 : 12) | 2L   | TSG Wismar              | 29.10.11, Sa. 19:30 Uhr |

#### Ost
Die Spiele der 2. Runde Ost fanden am 29./30. Oktober 2011 statt. Der Gewinner jeder Partie zog in die 3. Runde des DHB-Pokals 2012 ein.
| Heimmannschaft     | Liga | Endergebnis       | Liga | Gastmannschaft        | Datum & Zeit            |
| ------------------ | ---- | ----------------- | ---- | --------------------- | ----------------------- |
| Thüringer HC II    | 3L   | 40 : 17 (20 : 07) | 5L   | HSC Magdeburg II      | 29.10.11, Sa. 17:00 Uhr |
| HSC 2000 Magdeburg | 3L   | 19 : 42 (08 : 20) | 2L   | VfL Wolfsburg         | 29.10.11, Sa. 19:00 Uhr |
| BVB Füchse Berlin  | 3L   | 33 : 32 (18 : 18) | 2L   | BSV Sachsen Zwickau   | 29.10.11, Sa. 19:30 Uhr |
| HSG Lachte/Lutter  | 5L   | 24 : 32 (10 : 15) | 3L   | TSV Burgdorf          | 30.10.11, So. 16:00 Uhr |
| SHV Oschatz        | 3L   | 26 : 22 (11 : 09) | 2L   | MTV 1860 Altlandsberg | 30.10.11, So. 16:00 Uhr |

#### West
Die Spiele der 2. Runde West fanden am 29./30. Oktober 2011 statt. Der Gewinner jeder Partie zog in die 3. Runde des DHB-Pokals 2012 ein.
| Heimmannschaft         | Liga | Endergebnis       | Liga | Gastmannschaft    | Datum & Zeit            |
| ---------------------- | ---- | ----------------- | ---- | ----------------- | ----------------------- |
| HSE Hamm               | OL   | 22 : 40 (12 : 22) | 2L   | TuS Weibern       | 29.10.11, Sa. 16:30 Uhr |
| TV Altenhaßlau         | OL   | 26 : 28 (12 : 13) | 3L   | TuS Lintfort      | 29.10.11, Sa. 19:45 Uhr |
| HSG Menden-Lendringsen | OL   | 30 : 45 (14 : 23) | 2L   | Borussia Dortmund | 30.10.11, So. 16:00 Uhr |
| TSV Eintracht Böddiger | OL   | 19 : 38 (10 : 16) | 3L   | 1. FSV Mainz 05   | 30.10.11, So. 17:00 Uhr |
| FSG Idstein/Dotzheim   | 5L   | 30 : 28 (17 : 17) | 5L   | TV Mainzlar       | 30.10.11, So. 17:00 Uhr |

#### Süd
Die Spiele der 2. Runde Süd fanden am 29./30. Oktober 2011 statt. Der Gewinner jeder Partie zog in die 3. Runde des DHB-Pokals 2012 ein.
| Heimmannschaft              | Liga | Endergebnis       | Liga | Gastmannschaft        | Datum & Zeit            |
| --------------------------- | ---- | ----------------- | ---- | --------------------- | ----------------------- |
| HaSpo Bayreuth              | OL   | 22 : 32 (10 : 15) | 2L   | TSG Ketsch            | 29.10.11, Sa. 19:30 Uhr |
| RL Bascharage               | 3L   | 20 : 30 (11 : 13) | 2L   | HSG Bensheim/Auerbach | 29.10.11, Sa. 19:30 Uhr |
| SG Bietigheim-Metterzimmern | 2L   | 31 : 33 (13 : 22) | 2L   | TV Nellingen          | 29.10.11, Sa. 20:00 Uhr |
| Neckarsulmer SU             | OL   | 43 : 23 (21 : 10) | 5L   | SG Albersweiler/H./R. | 30.10.11, So. 15:00 Uhr |
| TS Ottersweier              | OL   | 21 : 45 (10 : 18) | 2L   | TuS Metzingen         | 30.10.11, So. 15:30 Uhr |

### 3. Runde
Die Auslosung der 3. Runde fand am 2. November 2011 statt.
Die Ligen der Teams entsprechen der Saison 2011/12.
Für die 3. Runde waren folgende Mannschaften qualifiziert:
| 1. Bundesliga | 2. Bundesliga | 3. Liga | Oberliga                                                         | 5. Ligen                                       |
| - Thüringer HC - HC Leipzig - Buxtehuder SV - Bayer 04 Leverkusen - VfL Oldenburg - Frankfurter HC - VfL Sindelfingen - HSG Blomberg-Lippe - Frisch Auf Göppingen - DJK/MJC Trier - HSG Bad Wildungen - SVG Celle | - SG Handball Rosengarten - TV Nellingen - HSG Bensheim/Auerbach - TSV Travemünde - TuS Metzingen - VfL Wolfsburg - TuS Weibern - SC Greven 09 - Borussia Dortmund - TSG Ketsch | Nord - BVB Füchse Berlin - TSV Owschlag Ost - Thüringer HC II - TSV Burgdorf - SHV Oschatz West - TuS Lintfort Süd - 1. FSV Mainz 05 | Niedersachsen - HSG Heidmark Baden-Württemberg - Neckarsulmer SU | Landesliga Mitte Hessen - FSG Idstein/Dotzheim |

Die Spiele der 3. Runde fanden vom 6. bis 8. Januar 2012 statt. Der Gewinner jeder Partie zog in das Achtelfinale des DHB-Pokals 2012 ein.
| Heimmannschaft        | Liga | Endergebnis       | Liga | Gastmannschaft          | Datum & Zeit            |
| --------------------- | ---- | ----------------- | ---- | ----------------------- | ----------------------- |
| TSV Burgdorf          | 3L   | 06 : 58 (03 : 26) | 1L   | Buxtehuder SV           | 06.01.12, Fr. 19:30 Uhr |
| TSG Ketsch            | 2L   | 26 : 31 (12 : 14) | 3L   | 1. FSV Mainz 05         | 07.01.12, Sa. 16:00 Uhr |
| TSV Travemünde        | 2L   | 19 : 23 (11 : 13) | 1L   | SVG Celle               | 07.01.12, Sa. 16:00 Uhr |
| FSG Idstein/Dotzheim  | 5L   | 12 : 37 (07 : 18) | 2L   | TuS Metzingen           | 07.01.12, Sa. 17:00 Uhr |
| TSV Owschlag          | 3L   | 19 : 39 (10 : 18) | 1L   | HC Leipzig              | 07.01.12, Sa. 17:00 Uhr |
| HSG Bensheim/Auerbach | 2L   | 20 : 31 (07 : 14) | 1L   | Thüringer HC            | 07.01.12, Sa. 17:30 Uhr |
| Neckarsulmer SU       | OL   | 19 : 36 (12 : 19) | 1L   | Bayer 04 Leverkusen     | 07.01.12, Sa. 19:00 Uhr |
| TuS Weibern           | 2L   | 27 : 28 (14 : 14) | 1L   | Frisch Auf Göppingen    | 07.01.12, Sa. 19:30 Uhr |
| VfL Wolfsburg         | 2L   | 26 : 38 (14 : 20) | 1L   | Frankfurter HC          | 08.01.12, So. 15:00 Uhr |
| Thüringer HC II       | 3L   | 24 : 33 (11 : 17) | 1L   | HSG Bad Wildungen       | 08.01.12, So. 16:00 Uhr |
| TV Nellingen          | 2L   | 35 : 28 (20 : 11) | 1L   | DJK/MJC Trier           | 08.01.12, So. 16:00 Uhr |
| SHV Oschatz           | 3L   | 34 : 30 (17 : 15) | 2L   | SC Greven 09            | 08.01.12, So. 16:00 Uhr |
| HSG Blomberg-Lippe    | 1L   | 22 : 32 (08 : 14) | 1L   | VfL Oldenburg           | 08.01.12, So. 16:00 Uhr |
| HSG Heidmark          | OL   | 20 : 35 (09 : 15) | 3L   | BVB Füchse Berlin       | 08.01.12, So. 16:00 Uhr |
| Borussia Dortmund     | 2L   | 29 : 27 (15 : 13) | 2L   | SG Handball Rosengarten | 08.01.12, So. 16:00 Uhr |

- Der TuS Lintfort ist eine Runde weiter durch ein Freilos, aufgrund des Rückzugs des VfL Sindelfingen.

### Achtelfinale
Die Auslosung des Achtelfinals fand am 8. Januar 2012 statt.
Die Ligen der Teams entsprechen der Saison 2011/12.
Für das Achtelfinale waren folgende Mannschaften qualifiziert:
| 1. Bundesliga | 2. Bundesliga                                      | 3. Liga                                                                              |
| - Thüringer HC - HC Leipzig - Buxtehuder SV - Bayer 04 Leverkusen - VfL Oldenburg - Frankfurter HC - Frisch Auf Göppingen - HSG Bad Wildungen - SVG Celle | - TV Nellingen - TuS Metzingen - Borussia Dortmund | Nord - BVB Füchse Berlin Ost - SHV Oschatz West - TuS Lintfort Süd - 1. FSV Mainz 05 |

Die Spiele des Achtelfinals fanden am 1./4./5. Februar 2012 statt. Der Gewinner jeder Partie zog in das Viertelfinale des DHB-Pokals 2012 ein.
| Heimmannschaft    | Liga | Endergebnis       | Liga | Gastmannschaft       | Datum & Zeit            |
| ----------------- | ---- | ----------------- | ---- | -------------------- | ----------------------- |
| HC Leipzig        | 1L   | 36 : 21 (17 : 12) | 1L   | Frankfurter HC       | 01.02.12, Mi. 19:30 Uhr |
| Thüringer HC      | 1L   | 28 : 37 (12 : 16) | 1L   | Buxtehuder SV        | 04.02.12, Sa. 15:00 Uhr |
| HSG Bad Wildungen | 1L   | 28 : 21 (14 : 12) | 1L   | SVG Celle            | 04.02.12, Sa. 19:00 Uhr |
| Borussia Dortmund | 2L   | 26 : 36 (12 : 19) | 1L   | Bayer 04 Leverkusen  | 04.02.12, Sa. 19:00 Uhr |
| TuS Metzingen     | 2L   | 30 : 24 (17 : 10) | 2L   | TV Nellingen         | 04.02.12, Sa. 19:00 Uhr |
| BVB Füchse Berlin | 3L   | 30 : 18 (17 : 10) | 3L   | 1. FSV Mainz 05      | 04.02.12, Sa. 19:30 Uhr |
| SHV Oschatz       | 3L   | 23 : 39 (11 : 17) | 1L   | VfL Oldenburg        | 05.02.12, So. 16:00 Uhr |
| TuS Lintfort      | 3L   | 19 : 29 (08 : 12) | 1L   | Frisch Auf Göppingen | 05.02.12, So. 17:00 Uhr |

### Viertelfinale
Die Auslosung des Viertelfinals fand am 5. Februar 2012 statt.
Die Ligen der Teams entsprechen der Saison 2011/12.
Für das Viertelfinale waren folgende Mannschaften qualifiziert:
| Bundesliga | 2. Bundesliga   | 3. Liga                  |
| - HC Leipzig - Buxtehuder SV - Bayer 04 Leverkusen - VfL Oldenburg - Frisch Auf Göppingen - HSG Bad Wildungen | - TuS Metzingen | Nord - BVB Füchse Berlin |

Die Spiele des Viertelfinals fanden zwischen dem 29. Februar und 14. März 2012 statt. Der Gewinner jeder Partie zog in das Final-Four des DHB-Pokals 2012 ein.
| Heimmannschaft       | Liga | Endergebnis       | Liga | Gastmannschaft      | Datum & Zeit            |
| -------------------- | ---- | ----------------- | ---- | ------------------- | ----------------------- |
| HSG Bad Wildungen    | 1L   | 22 : 32 (09 : 16) | 1L   | Bayer 04 Leverkusen | 29.02.12, Mi. 19:00 Uhr |
| BVB Füchse Berlin    | 3L   | 32 : 34 (16 : 19) | 1L   | Buxtehuder SV       | 03.03.12, Sa. 20:00 Uhr |
| VfL Oldenburg        | 1L   | 33 : 31 (16 : 15) | 2L   | TuS Metzingen       | 04.03.12, So. 16:30 Uhr |
| Frisch Auf Göppingen | 1L   | 22 : 23 (12 : 09) | 1L   | HC Leipzig          | 14.03.12, Mi. 19:30 Uhr |

## Finalrunden

### Halbfinale
Die Auslosung des Halbfinals fand am 14. März 2012 statt.
Die Ligen der Teams entsprachen der Saison 2011/12.
Für das Halbfinale waren folgende Mannschaften qualifiziert:
| Bundesliga                                                         |
| - HC Leipzig - Buxtehuder SV - Bayer 04 Leverkusen - VfL Oldenburg |

Die Spiele des Halbfinals fanden am 28. April 2012 statt. Der Gewinner jeder Partie zog in das Finale des DHB-Pokals 2012 ein.
 Die Verlierer jeder Partie spielten im kleinen Finale den 3. Platz aus.
| Heimmannschaft      | Endergebnis                   | Gastmannschaft | Datum & Zeit            |
| ------------------- | ----------------------------- | -------------- | ----------------------- |
| HC Leipzig          | 34 : 36 n.S. (31 : 31, 16:15) | VfL Oldenburg  | 28.04.12, Sa. 15:00 Uhr |
| Bayer 04 Leverkusen | 30 : 25 (13 : 13)             | Buxtehuder SV  | 28.04.12, Sa. 17:00 Uhr |

#### 1. Halbfinale
28. April 2012 in Göppingen, EWS-Arena, -.--- Zuschauer, Spielbericht
HC Leipzig: Schülke, Plöger – Kudłacz (9), Müller (5), Lang  (4), Augsburg  (4), Ommundsen (3), Lyksborg (3), Visser   (2), Hubinger (2), Schulze  (1), Rösler (1), Haugen
VfL Oldenburg: Renner, Wester – Abbingh  (9), Kethorn  (7), Neuendorf (7), van der Heijden  (6), Geschke  (3), Badenhop (1), Birke (1), Schirmer (1), Wenzl (1), Barger, Winter
Schiedsrichter: Fabian Baumgart & Sascha Wild

#### 2. Halbfinale
28. April 2012 in Göppingen, EWS-Arena, -.--- Zuschauer, Spielbericht
Bayer 04 Leverkusen: Glaser, van Dorst, Salamakha – Steinbach (8), Glankovicová  (7), E. Garcia-Almendaris (4), Egger  (4), Naidzinavicius   (3), Jochin (2), Zapf (1), Hilster (1), Hambitzer, Bovenberg, F. Garcia-Almendaris
Buxtehuder SV: Lenz, Krause – Langkeit  (4), Techert (4), Melbeck (4), Lütz (3), Bülau  (3), Lamein  (3), Oldenburg  (3), Fischer (1), Luschnat, Stapelfeldt, Kaiser, Hayn
Schiedsrichter: Andreas Pritschow & Marcus Pritschow

### Spiel um Platz 3
Das Spiel um Platz 3 fand am 29. April 2012 statt. Der Gewinner der Partie ist Dritter des DHB-Pokals 2012.
| Heimmannschaft | Endergebnis                   | Gastmannschaft | Datum & Zeit            |
| -------------- | ----------------------------- | -------------- | ----------------------- |
| HC Leipzig     | 27 : 26 n.S. (24 : 24, 12:12) | Buxtehuder SV  | 29.04.12, So. 13:00 Uhr |

29. April 2012 in Göppingen, EWS Arena, -.--- Zuschauer, Spielbericht
HC Leipzig: Schülke, Plöger – Kudłacz (9), Rösler (5), Hubinger  (4), Schulze  (4), Müller  (2), Visser (1), Augsburg   (1), Lang (1), Ommundsen, Lyksborg, Haugen
Buxtehuder SV: Lenz, Krause – Langkeit (5), Oldenburg (5), Techert   (4), Melbeck (4), Lamein  (3), Fischer (1), Bülau (1), Luschnat (1), Stapelfeldt (1), Hayn  (1), Lütz , Kaiser
Schiedsrichter: Fabian Baumgart & Sascha Wild

### Finale
Das Finale fand am 29. April 2012 statt. Der Gewinner der Partie ist Sieger des DHB-Pokals 2012.
| Heimmannschaft | Endergebnis       | Gastmannschaft      | Datum & Zeit            |
| -------------- | ----------------- | ------------------- | ----------------------- |
| VfL Oldenburg  | 35 : 30 (19 : 18) | Bayer 04 Leverkusen | 29.04.12, So. 15:00 Uhr |

29. April 2012 in Göppingen, EWS Arena, -.--- Zuschauer, Spielbericht
VfL Oldenburg: Renner, Wester – Schirmer  (8), van der Heijden (6), Geschke   (6), Abbingh   (4), Kethorn   (4), Birke (3), Neuendorf (2), Wenzl (2), Badenhop, Hetmanek, Barger, Winter
Bayer 04 Leverkusen: Glaser, van Dorst, Salamakha – Glankovicová   (12), Steinbach  (7), E. Garcia-Almendaris (3), Naidzinavicius (3), Zapf  (2), Egger  (2), F. Garcia-Almendaris (1), Jochin, Hilster , Hambitzer, Bovenberg
Schiedsrichter: Robert Schulze & Tobias Tönnies